# 斯基兹拉
斯基兹拉（希臘語：Σκύδρα）是希腊中马其顿大区派拉专区的市镇。市镇面积为239.525平方公里，2021年人口数量为18,325人。
现今范围的市镇设立于2011年地方政府改革中，由原两个市镇合并而成，原市镇则成为此市镇的两个市区。斯基兹拉市区（即原斯基兹拉市镇）的面积为120.963平方公里，2021年人口数量为14,353人。

## 人口数据
| 年份 | 同名社区 | 同名市区 | 整个市镇 |
| ---- | -------- | -------- | -------- |
| 1991 | 4,562    | 15,237   | -        |
| 2001 | 5,081    | 15,654   | -        |
| 2011 | 5,406    | 15,613   | 20,188   |
| 2021 | 5,686    | 14,353   | 18,325   |